# Robert Thalmann
Robert Thalmann (* 1. Februar 1949 in Menznau; † 23. Mai 2017 in Bormio, Italien) war ein Schweizer Radrennfahrer.

## Sportliche Laufbahn
Thalmann war Strassenradsportler und Teilnehmer der Olympischen Sommerspiele 1976 in Montreal. Im olympischen Strassenrennen schied er aus.
Bei den UCI-Strassen-Weltmeisterschaften 1968 holte er mit Walter Bürki, Erich Spahn und Bruno Hubschmid die Silbermedaille im Mannschaftszeitfahren.
1973 gewann er die nationale Meisterschaft im Strassenrennen, die Leimentalrundfahrt und jeweils eine Etappe der Tour de l’Avenir sowie des Grand Prix Guillaume Tell. 1977 wurde er erneut Schweizer Strassenmeister. 1975 holte er einen Etappensieg in der Rheinland-Pfalz-Rundfahrt, 1976 und 1977 erneut im Grand Prix Guillaume Tell.
Thalmann bestritt mit der Nationalmannschaft mehrere internationale Etappenrennen für Amateure. 1969 wurde er 39. im Milk Race, 1970 60. der Vuelta a Colombia, 1971 5. in der Tour de l’Avenir, 1972 10. in der DDR-Rundfahrt und 42. der Tour de l’Avenir, 1973 7. im Grand Prix Guillaume Tell und 22. der Tour de l’Avenir, 1974 36. in der Tour of Scotland, 1976 46. in der Internationalen Friedensfahrt und 9. im Grand Prix Guillaume Tell.2

## Berufliches
Nach seiner Karriere eröffnete er ein Radsportgeschäft in Schenkon.

## Familiäres
Er ist der jüngere Bruder von Erwin Thalmann, der ebenfalls Radprofi war.